# 东津桥
25°52′04″N 114°56′45″E / 25.8678206°N 114.9458206°E

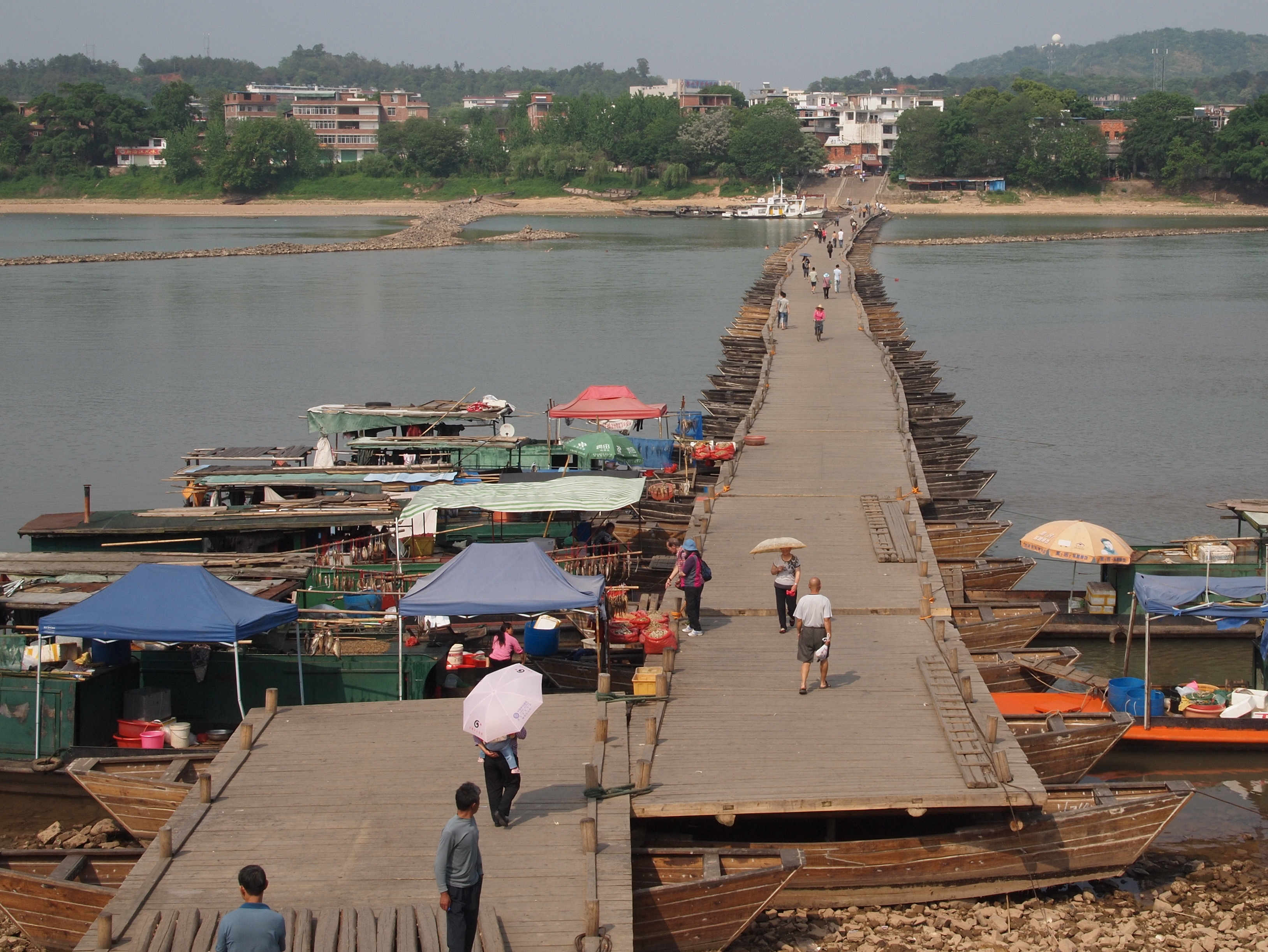
2014年时的东津桥

东津桥是宋朝時期人們在贡水上建造的浮桥。 它位于中华人民共和国江西省赣州市古城墙建春门外，也是是中国現存的歷史最悠久的浮橋之一。它长约400米，由放置在近百条木船上的木板组成，并用铁链连接在一起。 